# Первичная лимфома центральной нервной системы
Первичная лимфома центральной нервной системы (ПЛЦНС) — наиболее агрессивная экстранодальная лимфома, которая способна поражать все структуры центральной нервной системы, в том числе заднюю стенку глаза.

## Этиология и патогенез
В настоящее время точной этиологии данного заболевания не существует. Существует две теории: некоторые исследования показывают, что распространение злокачественного клона может произойти среди нормальных B- лимфоцитов, расположенных в ЦНС, теория поддерживается доказательством возникновения лимфомы в белом веществе головного мозга. Вторая теория основана на том, что клон злокачественных лимфоцитов при помощи специальных молекул адгезии может путешествовать и проникнуть в ЦНС.

## Эпидемиология
ПЛЦНС считается довольно редким заболеванием, однако, частота случаев за последние два десятилетия возросла в 7-10 раз, как у людей с иммунодефицитом, так и без него. От всех первичных опухолей головного мозга на первичную лимфому ЦНС приходится около 4-7 %, 2-3 % от всех неходжкинских лимфом и 4-6 % от всех экстранодальных лимфом. Средний возраст больных- 60-65 лет.

## Классификация
В основном первичные лимфомы ЦНС представлены одиночными или множественными внутримозговыми узлами, которые локализуются в лобной доле (приблизительно в 50 % случаев), в мозолистом теле и глубинных структурах мозга (приблизительно в 40 % случаев). В 35 % случаев отмечается мультифокальный рост объемного образования. Значительно реже встречаются лептоменингеальный вариант (16 %) и поражение спинного мозга (<1 %). В большинстве случаев она представляет собой диффузную В-клеточную крупноклеточную лимфому (ДВККЛ) — более 90 % случаев.

## Клинические проявления
Заболевание проявляется в основном неврологической симптоматикой, в зависимости от локализации очага новообразования. Часто встречаются изменение психики, повышение внутричерепного давления и судорожные припадки.

## Диагностика
1. Сбор анамнеза
2. Оценка очаговой неврологической симптоматики при физикальном осмотре
3. Общие лабораторные тесты (ОАК, биохимия крови, коагулограмма, исследование костного мозга, ОАМ)
4. ИГХ подтверждение лимфопролиферативного заболевания.
5. Односторонняя трепанобиопсия костного мозга.
6. МРТ и КТ
7. ПЭТ исследование (С целью уточнения первичных очагов)
8. У мужчин обязательно ультразвуковое исследование яичек[2].

## Лечение
Основная терапия состоит в облучение всего головного мозга в суммарной дозе 40-50 Гр. Однако, после процедуры у 80 % людей возникают рецидивы заболевания. Прогноз при рецидивах абсолютно неблагоприятный. Средняя выживаемость после рецидива 12-18 месяцев.

## Профилактика
Методов профилактики лимфомы центральной нервной системы в настоящее время не существует, поскольку неизвестен этиологический фактор, ведущий к развитию заболевания.